# Horthy Miklós Tudományegyetem
A Horthy Miklós Tudományegyetem (teljes nevén: Magyar Királyi Horthy Miklós Tudományegyetem) egy alig fél évtizedig működő felsőoktatási intézmény volt Szegeden. 1940-ben alapították, 1944-ben tanárainak és hallgatóinak jelentős része Budapestre menekült, a második világháborút követően pedig a Szegedi Tudományegyetembe olvadt.

## Története

### Előzmények
A szegedi felsőoktatás első valóban jelentős intézménye a trianoni békeszerződést követően Kolozsvárról ide menekült Ferenc József Tudományegyetem volt. Az 1921. október 9-én megnyílt intézmény egészen 1940-ig Szegeden maradt, amikor a második bécsi döntés következtében Kolozsvár ismét Magyarország része lett, és a Ferenc József Tudományegyetem egy része visszaköltözött Kolozsvárra. Azt, hogy Szeged felsőoktatás nélkül marad, sokan igazságtalannak tartották volna, ezért egy jogilag új intézmény létrehozásáról született döntés: ez volt a Magyar Királyi Horthy Miklós Tudományegyetem.

### Az egyetem története

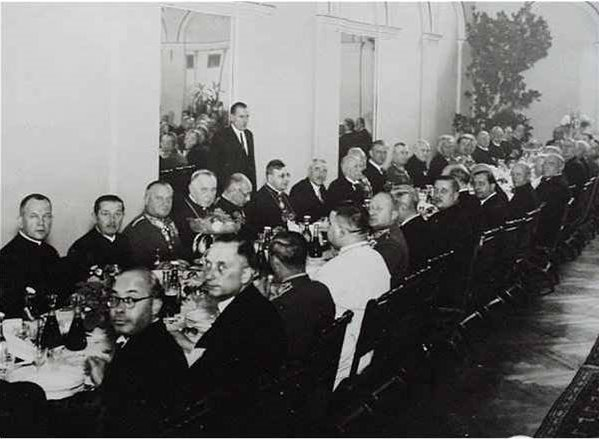
A Horthy Miklós Tudományegyetem megnyitási bankettje 1940-ben

Az új egyetemet személyesen a névadó kormányzó Horthy Miklós nyitotta meg 1940. november 11-én - az oktatás pedig már másnap elkezdődött. Az intézményt négy karral kívánták elindítani: orvosi, bölcsészet- és természettudományi, valamint jogi. A jogi fakultás megnyitását azonban elhalasztották, és tulajdonképpen az egyetem fennállásának időszakában nem is indult jogászképzés, noha ezt többször is kezdeményezték. Az egyetem első rektora Szent-Györgyi Albert lett.
1944 tavaszáig zavartalanul folyt az oktatás, sőt, ebben az évben még egy gyógyszerészeti tanszék szervezését is megkezdték. Ugyanakkor tavasz végén országszerte honvédelmi munkára kötelezték a felsőoktatási hallgatókat, ami a szegedi diákságot is érintette. Őszre pedig a front közeledte miatt a rektor, az oktatók egy részével és az intézmény hivatalaival Budapestre költözött, a Műegyetem fogadta be épületébe az irányító szervezetet.
A második világháborút követően a budapesten ragadt professzorok és az egyetem vezetése nehezen tudott visszaköltözni Szegedre. A közben ismét Romániához került kolozsvári egyetemet jogilag megszüntették, annak tanáraival kezdte meg működését a Bolyai Tudományegyetem. Végül az 1945-46-os tanévben nyitott újra az intézmény Szegedi Tudományegyetem néven, ami a Horthy Miklós Tudományegyetem de facto megszűnését jelentette. Azonban a szegedi egyetem elnevezése tulajdonképpen 1947-ig Horthy Miklós Tudományegyetem maradt, noha ezt a nevet próbálták kerülni. Már 1945 februárjában, az egyetem vezetésének visszaköltözéséhez személyesen Malinovszkij marsalltól segítséget kérő Riesz Frigyes rektor is a "szegedi egyetem" kifejezést használja levelében. Ugyanakkor az egyetem épületén a hivatalos névtábla, a levélpapírok fejléce, a bélyegzők továbbra is Horthy Miklós Tudományegyetem feliratúak. Az ellentmondásos névhasználatot csak egy 1947. április 17-én született rendelet oldotta fel, ami hivatalossá tette az 1945 óta használt Szegedi Tudományegyetem elnevezést.